# Polska na zawodach Pucharu Europy w Lekkoatletyce 2001
Polska na zawodach Pucharu Europy w Lekkoatletyce 2001 – wyniki reprezentacji Polski w 22. edycji Pucharu Europy w 2001.
Reprezentacja męska wystąpiła w zawodach Superligi (I poziom rozgrywek), które odbyły się w dniach 23–24 czerwca 2001 w Bremie.
Reprezentacja żeńska wystąpiła w zawodach grupy A I ligi (II poziom rozgrywek), które odbyły się w dniach 23–24 czerwca 2001 w Vaasa.

## Mężczyźni
Polska zajęła 1. miejsce wśród ośmiu zespołów, zdobywając 107 punktów i pierwszy w historii wygrała zawody Pucharu Europy w najwyższej klasie rozgrywek.
- 100 m: Marcin Krzywański – 6 m. (10,42)
- 200 m: Marcin Urbaś – 3 m. (20,69)
- 400 m: Robert Maćkowiak – 2 m. (45,48)
- 800 m: Paweł Czapiewski – 1 m. (1:48,28)
- 1500 m: Leszek Zblewski – 3 m. (3:47,06)
- 3000 m: Leszek Zblewski – 6 m. (7:57,47)
- 5000 m: Dariusz Kruczkowski – 7 m. (14:08,83)
- 110 m ppł: Krzysztof Mehlich – 5 m. (13,86)
- 400 m ppł: Marek Plawgo – 2 m. (48,98)
- 3000 m z przeszkodami: Jan Zakrzewski – 6 m. (8:44,79)
- skok wzwyż: Grzegorz Sposób – 2 m. (2,23)
- skok o tyczce: Adam Kolasa – 2 m. (5,68)
- skok w dal: Grzegorz Marciniszyn – 3 m. (7,64)
- trójskok: Jacek Kazimierowski – 6 m (16,30)
- pchnięcie kulą: Leszek Śliwa – 5 m. (18,85)
- rzut dyskiem: Olgierd Stański – 4 m. (61,11)
- rzut młotem: Szymon Ziółkowski – 1 m. (80,87)
- rzut oszczepem: Rajmund Kółko – 5 m. (79,20)
- sztafeta 4 × 100 m: Marcin Krzywański, Marcin Jędrusiński, Piotr Balcerzak, Marcin Urbaś – 3 m. (39,00)
- sztafeta 4 × 400 m: Piotr Rysiukiewicz, Piotr Haczek, Piotr Długosielski, Robert Maćkowiak – 1 m. (3:01,79)

## Kobiety
Polska zajęła 1. miejsce wśród ośmiu zespołów, zdobywając 122 punkty i awansowała do Superligi (I poziom rozgrywek).
- 100 m: Marzena Pawlak – 6 m. (11,95)
- 200 m: Joanna Niełacna – 5 m. (23,76)
- 400 m: Aneta Lemiesz – 1 m. (52,96)
- 800 m: Anna Zagórska – 4 m. (2:05,23)
- 1500 m: Lidia Chojecka – 4 m. (4:36,29)
- 3000 m: Lidia Chojecka – 1 m. (9:02,45)
- 5000 m: Justyna Bąk – 4 m. (16:04,93)
- 100 m ppł: Aneta Sosnowska – 2 m. (13,20)
- 400 m ppł: Małgorzata Pskit – 1 m. (57,09)
- skok wzwyż: Anna Ksok – 3 m. (1,88)
- skok o tyczce: Monika Pyrek – 1 m. (4,50 – rekord Polski)
- skok w dal: Liliana Zagacka – 2 m. (6,34)
- trójskok: Liliana Zagacka – 4 m. (13,70)
- pchnięcie kulą: Krystyna Zabawska – 1 m. (18,76)
- rzut dyskiem: Joanna Wiśniewska – 1 m. (63,20)
- rzut młotem: Kamila Skolimowska – 1 m. (64,47)
- rzut oszczepem: Monika Kołodziejska-Mrówka – 3 m. (58,26)
- sztafeta 4 × 100 m: Marzena Pawlak, Irena Sznajder, Agnieszka Rysiukiewicz, Joanna Niełacna – 4 m. (44,38)
- sztafeta 4 × 400 m: Luiza Łańcuchowska, Grażyna Prokopek, Aleksandra Pielużek, Aneta Lemiesz – 1 m. (3:32,66)